# 데이폰테스
데이폰테스(Deiphontes)는 그리스 신화에 나오는 헤라클레스의 후손이다. 헤라클레스의 후손인 아르고스 왕 테메노스는 데이폰테스를 친아들보다 더 사랑하여 딸 히르네토와 결혼시켜 사위로 삼았다. 이를 시기한 테메노스의 아들들이 반역을 꾀하여 아버지를 죽이자 데이폰테스는 가족들을 이끌고 에피다우로스로 피신하였다. 테메노스의 아들 가운데 하나인 크레이소스는 케리네스와 파르케스 등의 형제들을 에피다우로스로 보내 히르네토에게 이혼하도록 설득하였다. 그러나 마침 데이폰테스의 다섯 째 아이를 임신하고 있던 히르네토는 오빠들의 요구를 거절하였다. 그러자 케리네스 등은 히르네토를 납치하여 아르고스로 향하였는데, 데이폰테스는 이들을 쫓아가 케리네스를 죽였다.